# Gastropteron chacmol
Gastropteron chacmol is een slakkensoort uit de familie van de Gastropteridae. De wetenschappelijke naam van de soort is voor het eerst geldig gepubliceerd in 1989 door Gosliner.